# HMNZS Manawanui
El HMNZS Manawanui fue un buque de buceo e hidrográfico de la Marina Real de Nueva Zelanda (RNZN). Anteriormente había servido como buque de reconocimiento civil MV Edda Fonn en la industria del petróleo y el gas de Noruega. El barco fue comprado para la RNZN en 2018 y puesto en servicio el 7 de junio de 2019, reemplazando al buque de reconocimiento hidrográfico HMNZS Resolution y al buque de apoyo de buceo HMNZS Manawanui (A09).
El Manawanui entró en servicio a principios de 2020 y realizó múltiples despliegues en el Pacífico durante los años siguientes, participando en RIMPAC 2020 y apoyando las operaciones tras el paso del ciclón Gabrielle en 2023. El Manawanui se hundió el 6 de octubre de 2024 tras encallar mientras inspeccionaba un arrecife frente a la costa de Samoa. Las 75 personas a bordo del Manawanui fueron rescatadas.
A fines de noviembre de 2024, el primer informe de la investigación naval sobre el hundimiento del Manawanui atribuyó el hundimiento a un error humano porque se olvidaron de quitar el piloto automático.

## Hundimiento

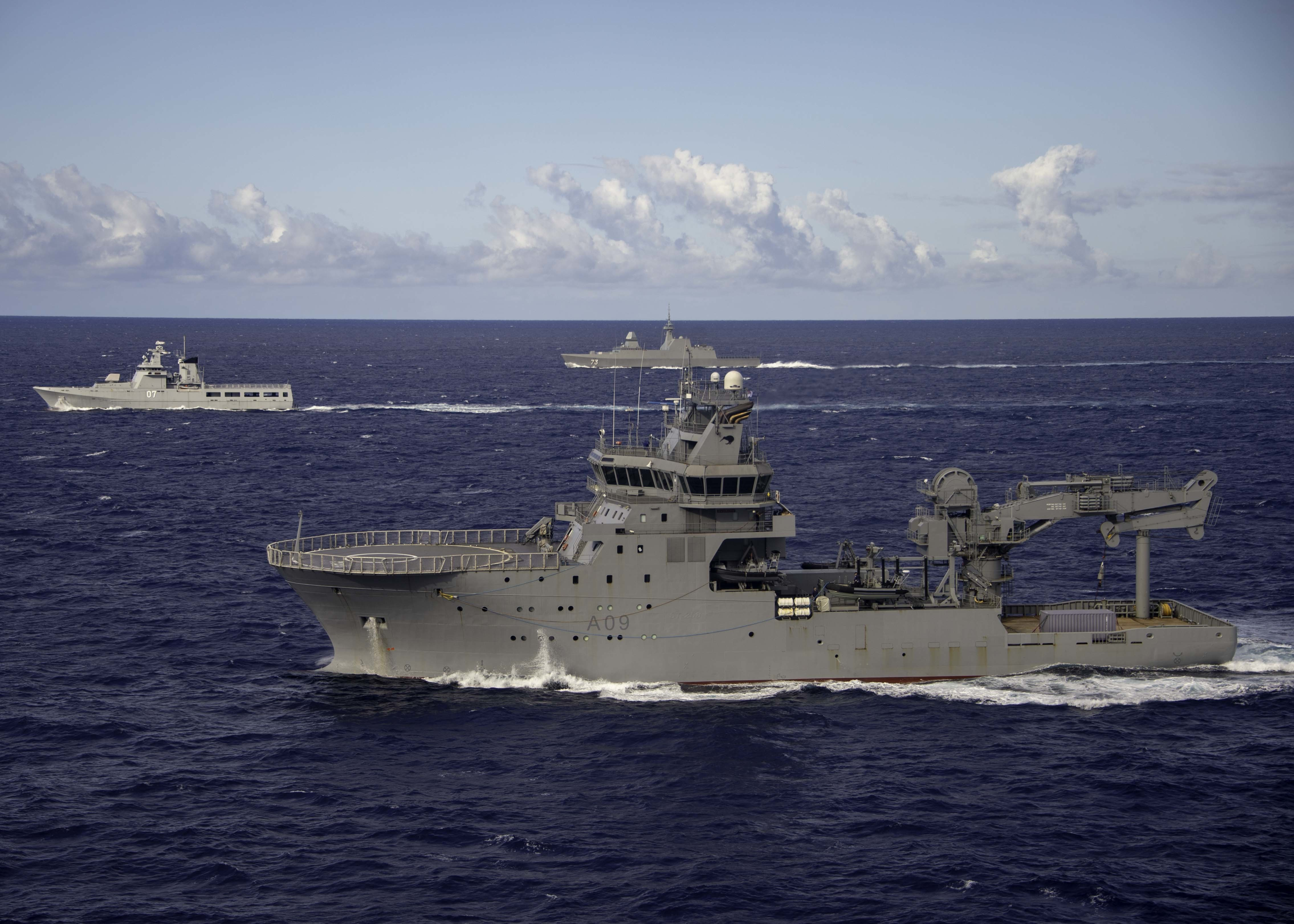
El Manawanui navega en formación con otros buques durante el Ejercicio RIMPAC 2020.

En la tarde del 5 de octubre de 2024, el Manawanui perdió potencia y encalló a aproximadamente un 1,9 km de Siumu, en la costa sur de la isla de Upolu, Samoa, mientras realizaba trabajos de reconocimiento en un arrecife en mares agitados y fuertes vientos. La comandante Yvonne Gray dio la orden de que todos abandonaran el barco. Los 75 tripulantes a bordo fueron evacuados por cuatro de las balsas salvavidas del barco y dos botes inflables de casco rígido temprano el 6 de octubre.
Los esfuerzos de rescate fueron gestionados por el Centro de Coordinación de Rescate de Nueva Zelanda y la Real Fuerza Aérea de Nueva Zelanda desplegó un avión P-8A Poseidon para ayudar. La evacuación comenzó a las 7:52 pm del 5 de octubre. Debido a las difíciles condiciones climáticas, los botes salvavidas tardaron cinco horas en llegar a la orilla. Uno de los botes de rescate volcó durante el viaje y sus ocupantes caminaron hasta la orilla en el arrecife. A las 10:00 p.m., el crucero británico MS Queen Elizabeth y el barco cablero noruego MS Lodbrog que respondieron a la llamada de socorro llegaron al lugar para brindar ayuda.
El buque se incendió a las 6:40 am del 6 de octubre y volcó y se hundió a las 9:00 am. Al menos 17 personas resultaron heridas en el incidente, muchas por cortes y raspaduras al caminar sobre el arrecife, y tres recibieron tratamiento hospitalario, incluida una por un hombro dislocado. La tripulación y los pasajeros, incluidos siete científicos y cuatro miembros del personal de ejércitos extranjeros, fueron alojados en Samoa antes de ser trasladados en avión a Nueva Zelanda. La RNZN estaba realizando trabajos para rescatar el buque y mitigar el impacto ambiental del hundimiento. El 7 de octubre, los residentes locales informaron haber visto y olido petróleo cerca del naufragio. El primer ministro interino de Samoa, Tuala Tevaga Iosefo Ponifasio, dijo en un comunicado de prensa: "El HMNZS Manawanui no es recuperable y se ha hundido en el océano".
La investigación concluyó que el hundimiento se debió a un error humano, incluido el hecho de que la tripulación no desactivó el piloto automático cuando el barco se aproximaba a tierra y su creencia de que el hecho de que no respondiera a las órdenes de cambiar de dirección se debió a un fallo en el control de los propulsores.
El buque es el primer buque militar neozelandés que se hunde involuntariamente desde la Segunda Guerra Mundial y el primero que se pierde en tiempos de paz.